# عبد الله البلادي (لاعب كرة قدم مواليد 1993)
عبد الله البلادي (بالإنجليزية: Abdullah Al-Bladi)؛ مواليد 14 أكتوبر 1993 في، السعودية، هو لاعب كرة قدم سعودي يلعب لنادي العمران.

## مسيرة اللاعب
مثل سابقاً نادي الفتح ونادي النجوم ونادي الوشم ونادي الثقبة ونادي النهضة ونادي العمران ونادي الشرق.

## روابط خارجية
- عبد الله البلادي على موقع Soccerway.com (الإنجليزية)